# Bănișor
Bănișor (en hongrois Alsóbán, en allemand Unterbandorf) est une commune roumaine du județ de Sălaj, dans la région historique de Transylvanie et dans la région de développement du Nord-ouest.

## Géographie
La commune de Bănișor est située dans le sud-ouest du județ, sur la rivière Ban, affluent de la Crasna, entre les Monts Plopiș et les monts Meseș, à 9 km au sud de Crasna et à 30 km au sud-ouest de Zalău, le chef-lieu du județ.
La municipalité est composée des trois villages suivants (population en 2002) :
- Ban (548) ;
- Bănișor (776), siège de la commune ;
- Peceiu (1 095).

## Histoire

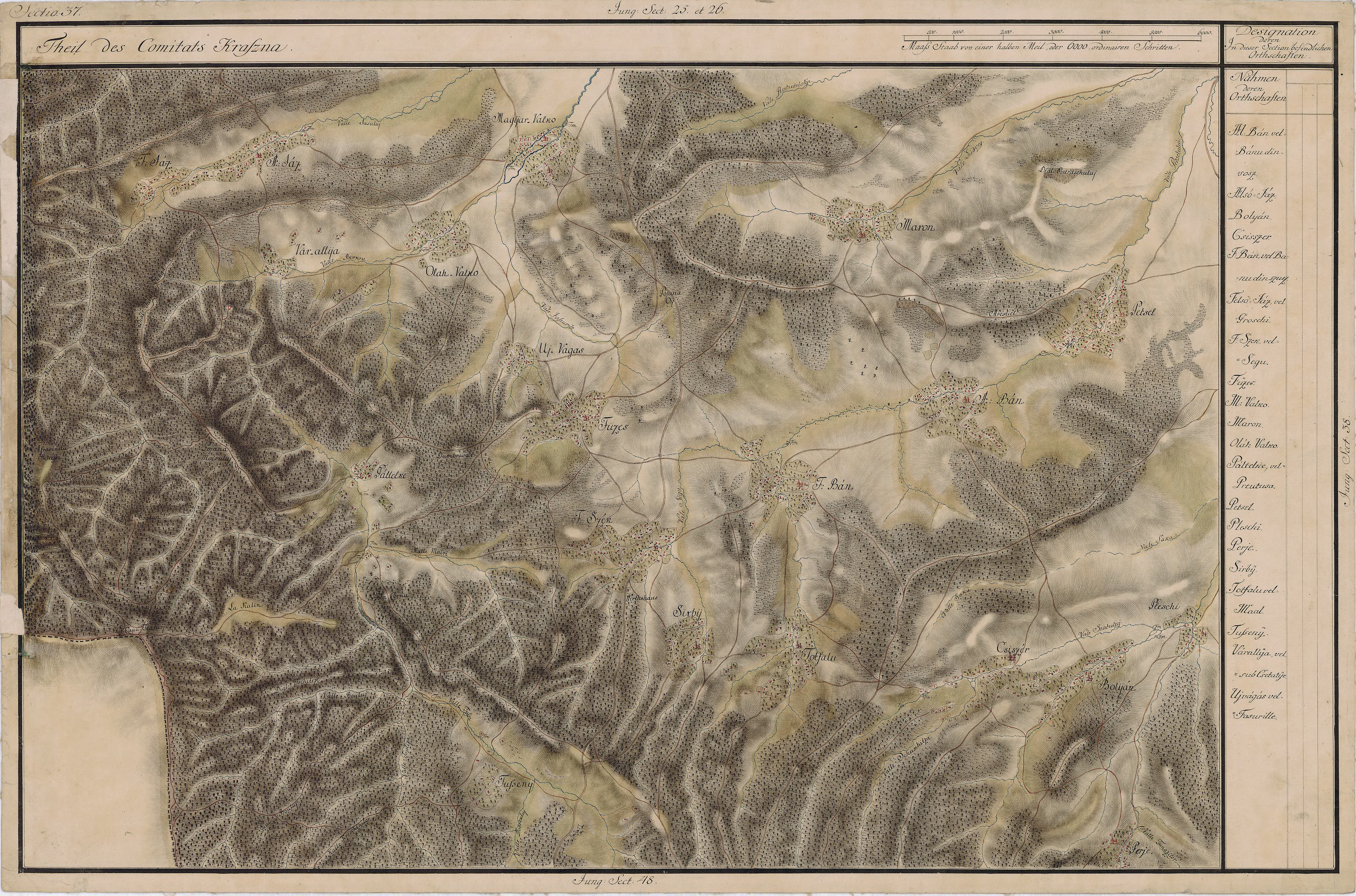
Bănișor (Alsóbán) sur la carte joséphine de 1769-1773

La première mention écrite de la commune date de 1213 sous le nom de Bán.
La commune, qui appartenait au royaume de Hongrie, faisait partie de la principauté de Transylvanie et elle en a donc suivi l'histoire.
Après le compromis de 1867 entre Autrichiens et Hongrois de l'empire d'Autriche, la principauté de Transylvanie disparaît et, en 1876, le royaume de Hongrie est partagé en comitats. Bănișor intègre le comitat de Szilágy (Szilágymegye).
À la fin de la Première Guerre mondiale, l'Empire austro-hongrois disparaît et la commune rejoint la Grande Roumanie.
En 1940, à la suite du deuxième arbitrage de Vienne, elle est annexée par la Hongrie jusqu'en 1944. Elle réintègre la Roumanie après la Seconde Guerre mondiale.

## Démographie

### Ethnies
En 1910, à l'époque austro-hongroise, la commune comptait 2 411 Roumains (96,94 %), 55 Hongrois (2,21 %) et 21 Allemands (0,84 %).
En 1930, on dénombrait 2 829 Roumains (98,54 %), 11 Hongrois (0,38 %), 27 Juifs (0,94 %) et 4 Roms (0,14 %).
En 1956, après la Seconde Guerre mondiale, 3 354 Roumains (99,55 %) côtoyaient 9 Hongrois (0,27 %) et 6 Roms (0,18 %).
En 2002, la commune comptait 2 414 Roumains (99,79 %) et 5 Hongrois (0,20 %). On comptait à cette date 890 ménages et 1 127 logements.

### Religions
En 2002, la composition religieuse de la commune était la suivante :
- Chrétiens orthodoxes, 84,16 % ;
- Baptistes, 9,34 % ;
- Grecs-Catholiques, 3,63 %.

## Économie
L'économie de la commune repose sur l'agriculture (maïs).

## Communications

### Routes
Bănișor est située sur la route régionale DJ191E qui rejoint Crasna au nord-est et Sâg et le județ de Cluj au sud-ouest.